# أليكس بارون (لاعب كرة قدم أمريكية)
أليكس بارون (بالإنجليزية: Alex Barron) هو لاعب كرة قدم أمريكية أمريكي، ولد في 28 سبتمبر 1982 في أورانجبورغ في الولايات المتحدة.

## وصلات خارجية
- أليكس بارون على موقع مرجع كرة القدم المحترفة.كوم (الإنجليزية)